# Речовий мішок

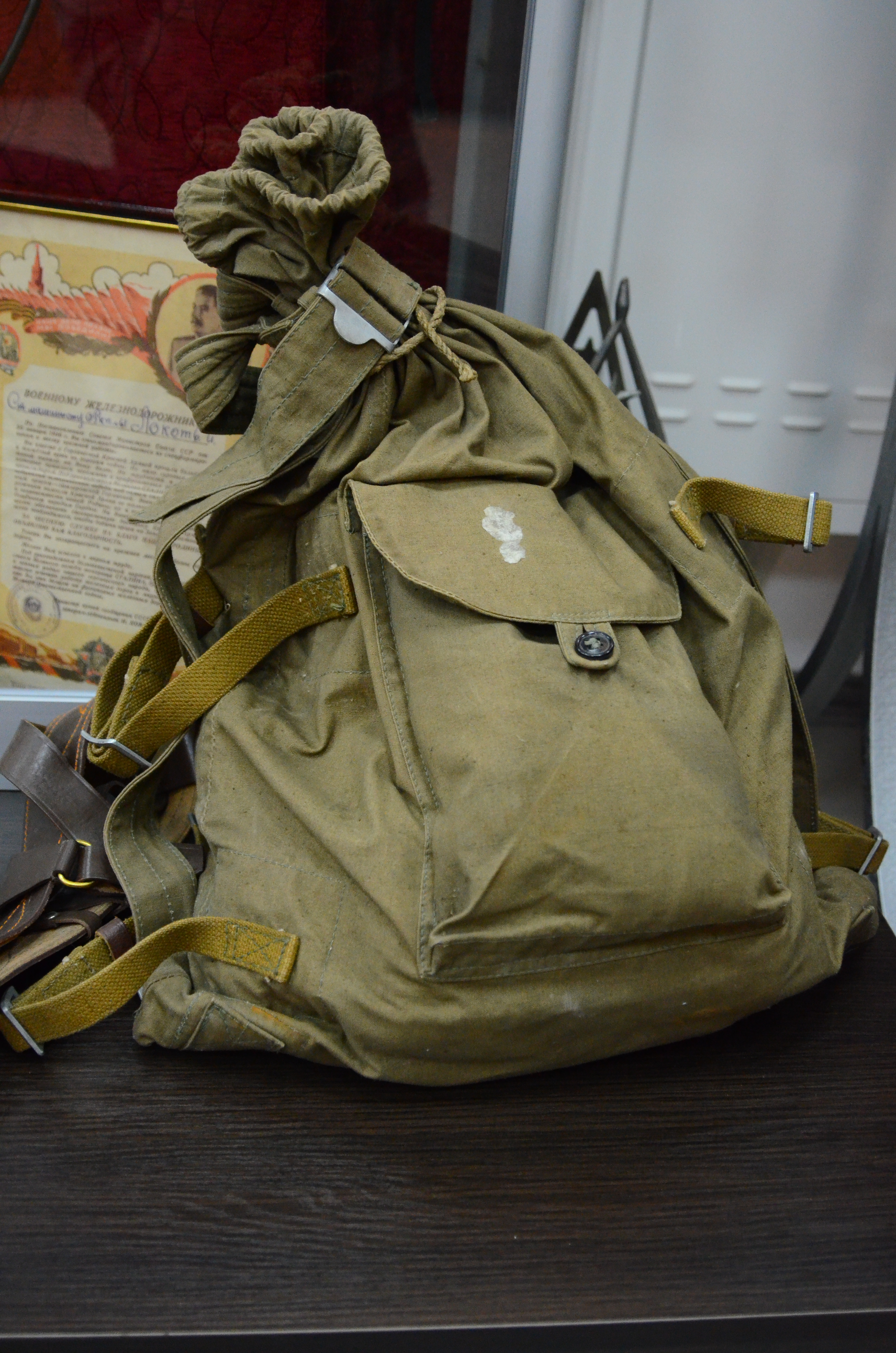
Речовий мішок з Музею історії та розвитку Донецької залізниці

Речови́й мішок (речмішок) — заплічна сумка, вид торби з брезенту або парусини, що використовується (використовувалась) військослужбовцями. Зовнішньо схожий на безформний рюкзак.
У Російській імператорській армії прийнятий на озброєння 1882 року, у СРСР офіційно йменувався «Мішок речовий з наметової тканини з водотривким просоченням із зовнішньою кишенею і ременями для кріплення шинельної скатки» (рос. Мешок вещевой из палаточной ткани с водоупорной пропиткой с наружным карманом и ремнями для крепления шинельной скатки).

## Історія

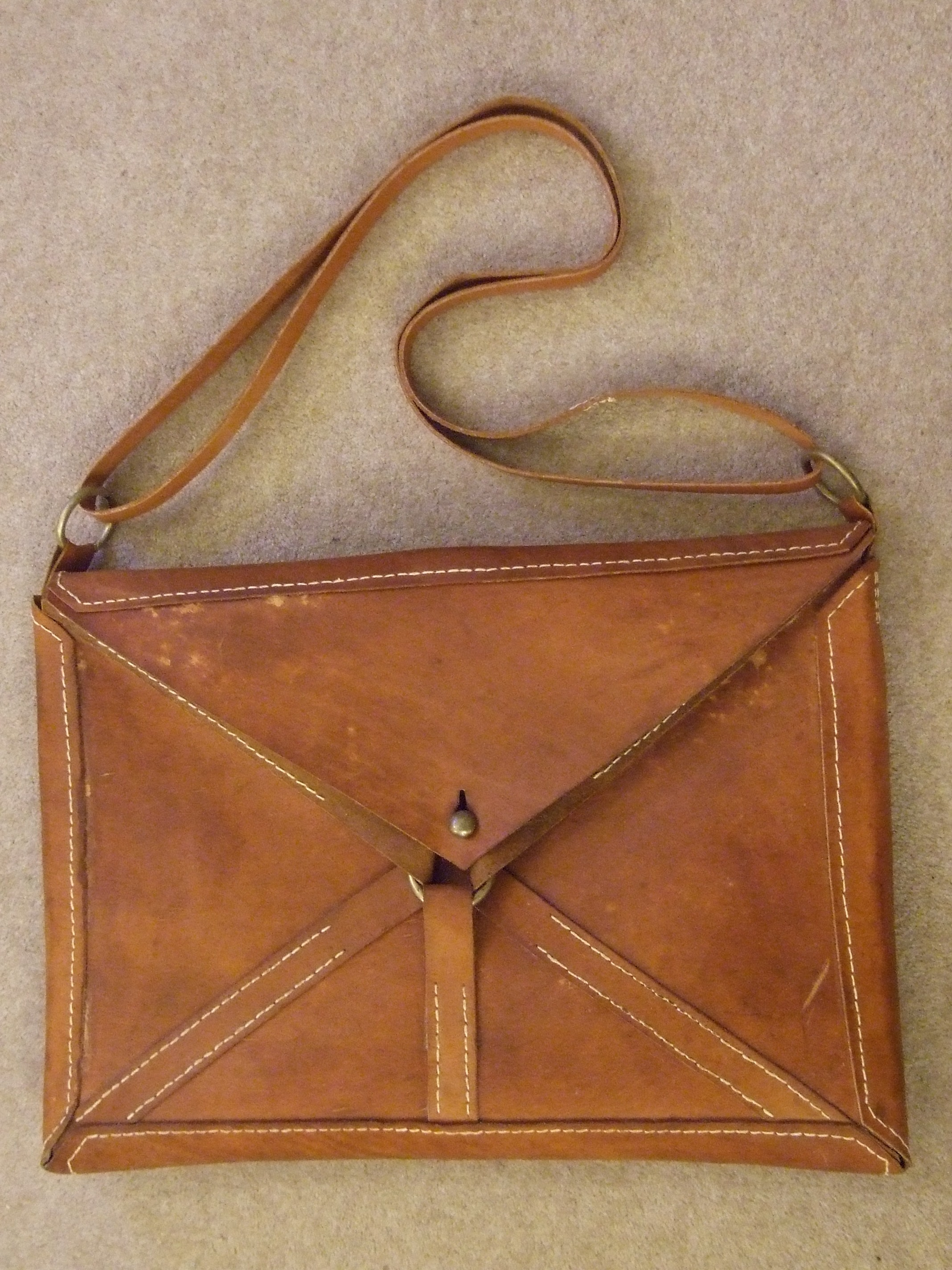
Реконструкція давньоримської армійської торби (loculus)

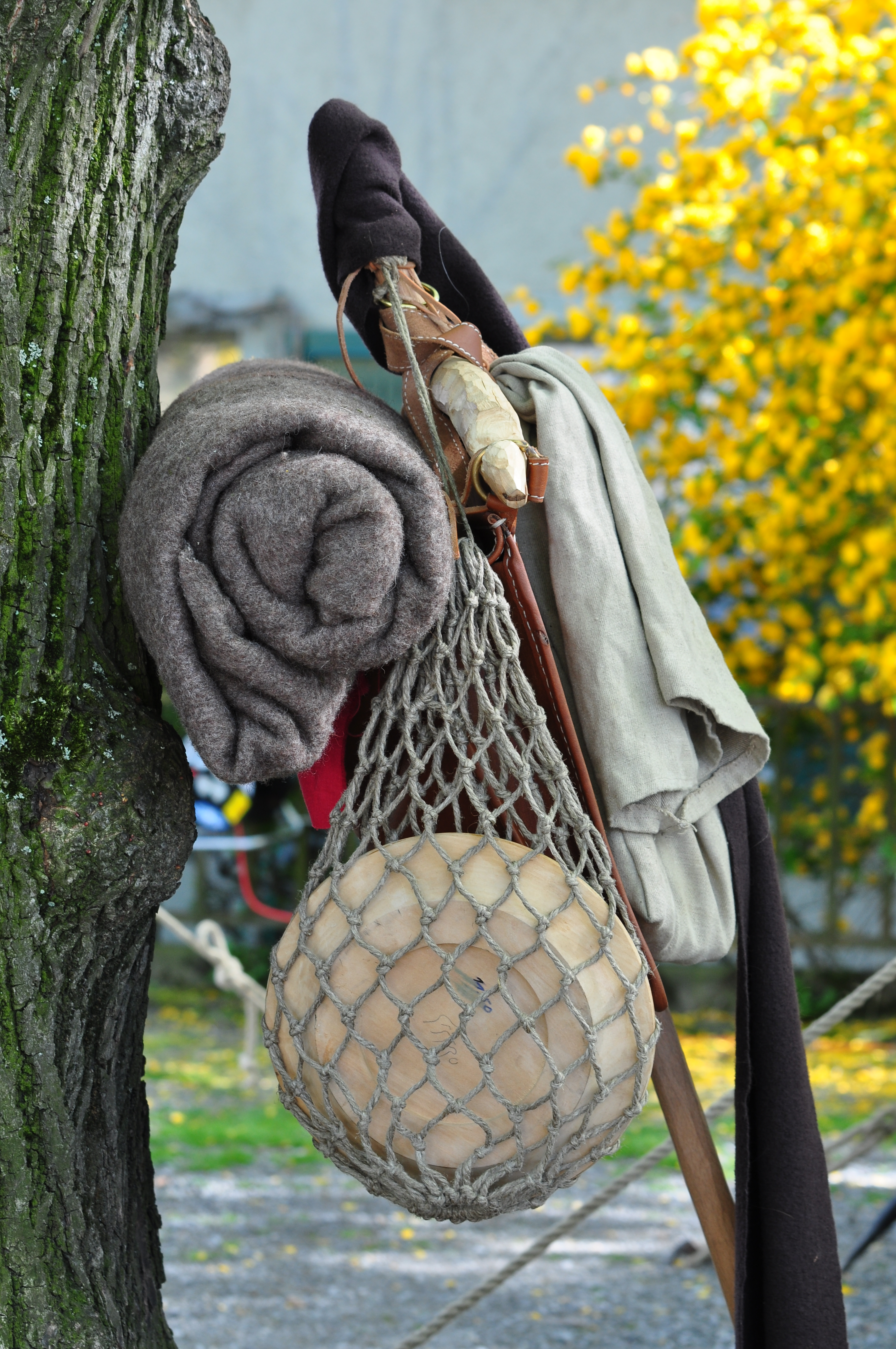
Укладка легіонера на жердині-furca

Заплічні торби для необхідних речей і запасів їжі використовували вже вояки в Стародавньому світі. Речмішок давньоримських легіонерів називався panarium (відоме також слово loculus), його переносили за спиною за допомогою жердини з перекладиною або розвилиною (furca), разом з іншою поклажею. Усі речі на жердині звалися загальним словом sarcina («поклажа», «укладка»). Використовування жердини дозволяло по тривозі швидко звільнитися від поклажі.
В армії Російської імперії речмішок впроваджений під час військових реформ Олександра ІІІ, 1882 року, замінивши собою шкіряний ранець. Проте в 1889 у гвардійській піхоті, пішій артилерії й інженерних військах вони були замінені знову на ранці зразку 1874 року. За інструкціями кінця XIX- початку XX ст. вміст речового мішка або ранця мав бути таким:
- 2 сорочки
- спідні штани
- 2 пари онуч
- рушник
- дві пари рукавиць (одна — тепла);
- 5 фунтів сухарів
- 1/8 фунта солі
- рушничне приладдя
- чарка
- 24 патрони[4]

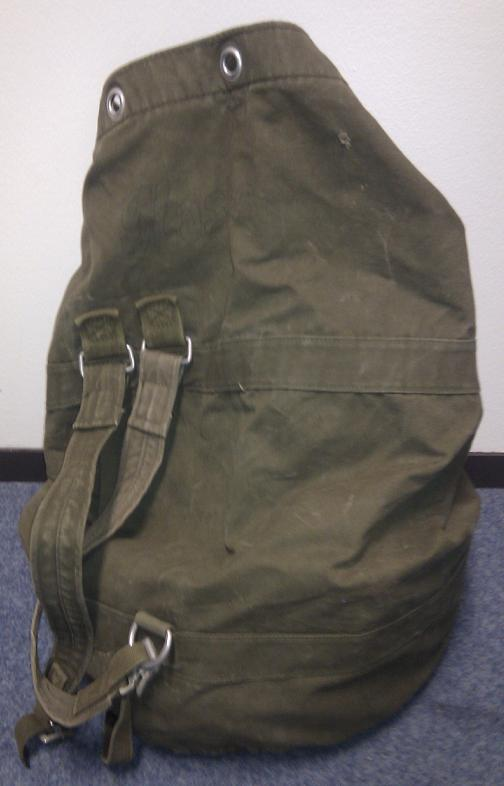
Речмішок бундесверу

Речові мішки аналогічного зразку прийняті в Червоній і Радянській армії. З 1 січня 1970 у речмішок належало укладати:
- до стінки, прилеглої до спини:
  - плащ-намет;
  - запасні онучі, складені в згортки розміром 30 X 45 см;
- на дно:
  - запас продовольства (внизу);
  - казанок;
  - кухоль;
  - особисті речі;
  - сталевий шолом (СШ-68, СШ-60);
- у кишеню мішка:
  - туалетне приладдя[2]

Стрільці (автоматники, кулеметники) зберігали в речмішку також чохол з мастильницею. Приблизний об'єм речмішка ЗС СРСР становив 25-30 літрів.
З 1 січня 1974 року встановлено не носити речовий мішок, а перевозити і зберігати його в польових умовах на бойових і транспортних машинах — у місцях, вказаних командиром.
В Україні від 1997 р. встановлено, що речовий мішок має бути постійно укомплектований на випадок тривоги: казанок, кухоль, ложка, комплект ґудзиків, гачки, нитки, 2-3 зошити, носові хустини, крем та щітка для взуття, індивідуальний комплект захисту, головний убір не в сезон, шкарпетки (онучі), станок для гоління. Предмети польового спорядження зберігаються в підрозділах зібраними на поясному ремені, без боєприпасів та сумки з протигазом. Спорядження періодично має оглядатися та ремонтуватися. Перед виходом на тактичні навчання, маневри та на особливий період у речовий мішок вкладаються сухий пайок на одну добу (вниз торби), плащ-намет, шолом сталевий (згори поклажі), рушник (ближче до спини), пара запасних онуч, туалетні речі (у зовнішню кишеню торби), речі для догляду за обмундируванням та взуттям, пара натільної білизни.